# Janusz Sent

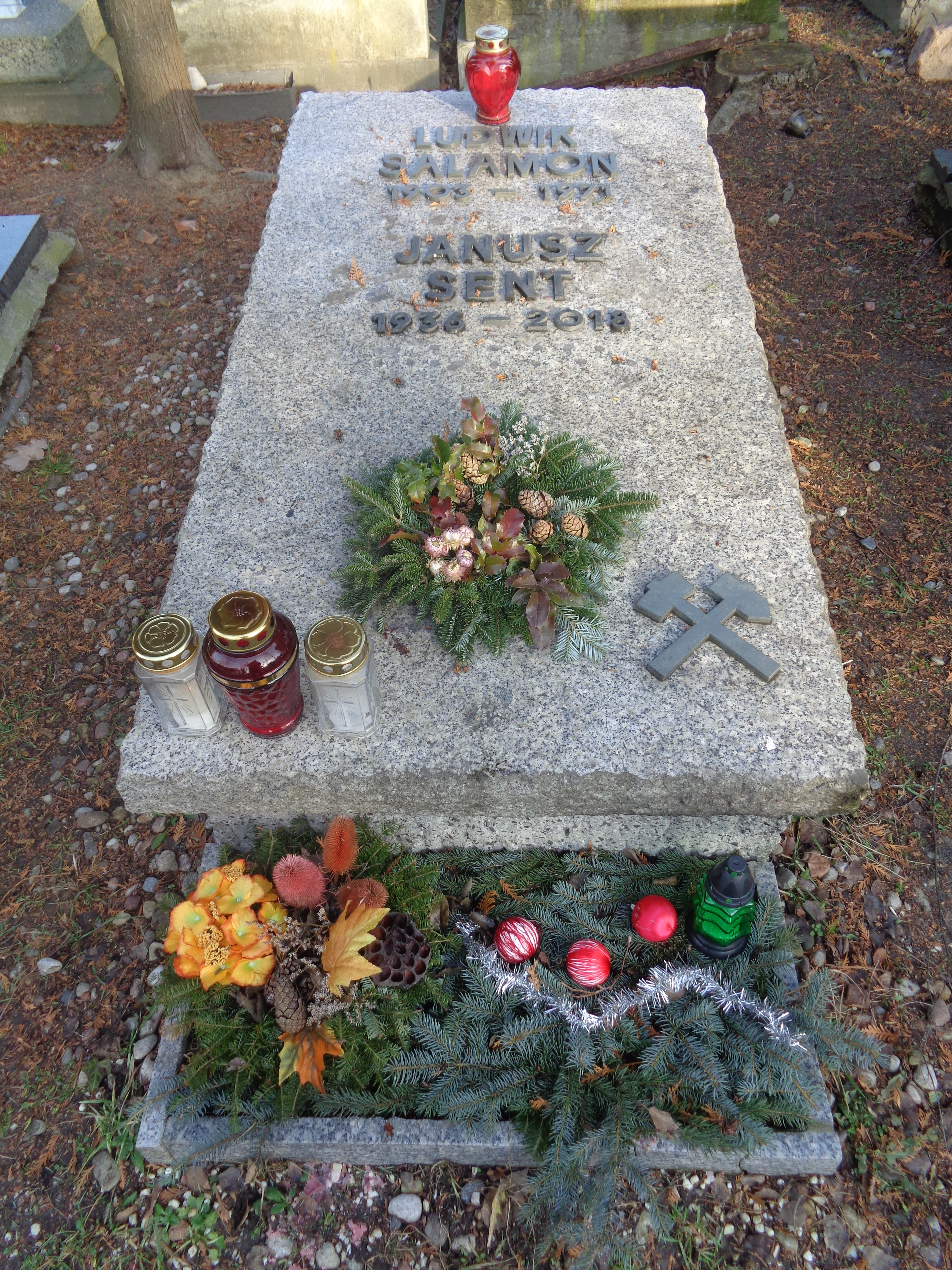
Tomba de Janusz Sent al Cementiri Militar de Powązki

Janusz Sent, nascut Janusz Michał Salamon (4 de gener de 1936, Świętochłowice - 10 de desembre de 2018,Wołomin) fou un compositor, pianista i arranjador polonès.

## Biografia
Es va graduar a l'escola secundària de música de Varsòvia, a la classe de piano. Posteriorment, es va graduat al departament de teoria i composició de l'Escola Superior de Música de l'Estat a Varsòvia, a la classe de Tadeusz Szeligowski. Va debutar el 1956 com a pianista i acompanyant a la retransmissió de ràdio Muzyka i Aktualności. També va acompanyar els intèrprets dels cabarets de la capital „U Lopka”, „U Kierdziołka” i „Karuzela Warszawska“, així com al programa de ràdio Podwieczorek przy mikrofonie.Va ser director musical als teatres „Komedia” (1955–1957) i "Buffo" (el 1957–1960) de la ciutat de Varsòvia. Va actuar al duet de piano amb Wiktor Osiecki i com a acompanyant, entre d'altres amb Iga Cembrzyńska, Stefania Górska, Loda Halama, Bohdan Łazuka, Wojciech Młynarski, Jerzy Połomski, Sława Przybylska, Irena Santor, Ludwik Sempoliński, Hanna Skarżanka, Violetta Villas i Mieczysław Wojnick
És enterrat al Cementiri Militar de Powązki

## Premis i distincions
- Guanyador del primer premi en la categoria de cançons de cabaret al Festival nacional de la cançó polonesa a Opole del 1966 per la cançó Och, ty w życiu
- Premi MKiS al Festival de la cançó polonesa d'Opole del 1967 per la cançó Jesteśmy na wczasach
- Menció honorífica al Festiwal Piosenki Żołnierskiej del 1974
- 1r premi al concurs Hawana ’78 per la cançó Widziałam ja orła
- 2n premi al Festival de la cançó polonesa d'Opole per la cançó Inna